# Fontaine-le-Bourg
Fontaine-le-Bourg è un comune francese di 1 437 abitanti situato nel dipartimento della Senna Marittima nella regione della Normandia.

## Società

### Evoluzione demografica
Abitanti censiti